# Альянс (политическая партия Кыргызстана)
Альянс — Парламентская фракция Кыргызской Республики придерживающейся либеральной идеологии.

## История
Объединение было основано путём сливания трёх других партий «Кыргызская либерал-демократическая партия (кирг. Кыргыз либерал демократиялык партиясы, КЛДП)», «Бир Бол» и «Республика». «Лидеры политических партий “Бир Бол”, “Либерально-демократическая партия Кыргызстана” и “Республика”, политики и активная молодежь оставили свои личные амбиции и создали партию “Альянс”, чтобы стать надежной опорой для народа», — говорилось в сообщении на официальной Фейсбуке партии.
Партия заняла четвёртое место на выборах в Жогорку Кенеш 2021 года, получив 7 мандатов (106 955 голосов, 8,35 %).